# Наземная система функционального дополнения
Наземная система функционального дополнения (GBAS - ground based augmentation system) — система функционального дополнения, в которой пользователь принимает дополнительную информацию, обеспечивающую повышение навигационной точности ГНСС, от наземного передатчика при маневрировании в районе аэродрома, заходе на посадку и выполнении посадки.
В русском языке данная система также обозначается как ЛДПС (локальная дифференциальная подсистема).
Термин система посадки GBAS (система посадки наземной системы функционального дополнения) или сокращенно GLS (от. англ. GBAS landing system) применяется при заходе на посадку с использованием GBAS.

## Компоненты
Система состоит из наземной станции GBAS и бортового приемника GBAS.
В России используется наименование локальная контрольно-корректирующая станция (ЛККС) для обозначения станции GBAS.

## Принцип работы[1]
При определении координат по ГНСС могут возникать ошибки, которые могут меняться из-за изменения взаимного расположения спутников и воздействий ионосферы на радиосигналы от них.
ЛККС обеспечивает повышение навигационной точности ГНСС путем передачи по радиоканалу на борт воздушного судна дифференциальных поправок к псевдодальностям навигационных спутников, а также информации о целостности сигналов. 
Приняв сигналы созвездий ГНСС (GPS и/или ГЛОНАСС), ЛККС определяет по ним своё местоположение, сравнивает рассчитанное местоположение с фактическим и на основании этого формирует и передает по цифровому ОВЧ-радиоканалу (VDB) воздушным судам корректировки псевдодальностей, параметры целостности, а также данные конечного участка захода на посадку (FAS). 
На борту воздушного судна находится приемник GBAS — бортовое оборудование ГНСС, которое может принимать, обрабатывать и использовать сигналы ЛККС, выдавая экипажу и в систему автоматического управления информацию для наведение воздушного судна по горизонтали и вертикали.

## Преимущества системы GBAS

### Процедуры маневрирования воздушного судна
Маневрирование в районе аэродрома, заход на посадку, посадка, взлëт и уход на второй круг, в зависимости от возможностей установленного на борту  оборудования, могут осуществляться с использованием одной системы GBAS с автоматическим переходом оборудования в соответствующие режимы.
При выполнении захода на посадку по GLS точность выдерживания номинальной траектории не зависит от удаления воздушного судна от ЛККС в пределах установленной зоны для процедуры посадки, в то время как при использовании ILS точность существенно зависит от удаления ВС от ВПП.

### Помехозащищенность
Использование цифровых каналов связи в системе для передачи данных от ЛККС на борт ВС позволяет обеспечивать относительно высокую помехозащищенность.

### Размещение оборудование на аэродроме
ЛККС не требуется размещать на продолжении осевой линии ВПП, что исключает влияние впереди идущего воздушного судна на прием посадочных данных идущими позади.
В отличие от ILS в GLS нет критических зон на рабочей площади аэродрома в которые при заходе на посадку ограничивается вход других ВС и спецтехники, что позволяется оптимизировать процедуры руления, вылета, а также обслуживания аэродрома.

### Затраты на радиотехническое оснащение и эксплуатацию
Одна ЛККС может обеспечивать точные захода на посадку на каждое направление всех ВПП в пределах своей зоны действия. Применение ILS и MLS требует установки отдельных комплектов аппаратуры для каждого торца ВПП.

## Применение

### в России
В 2015 году S7 Airlines стала первой пассажирской авиакомпанией, получившей официальное одобрение Росавиации на выполнение заходов на посадку по GLS.
По состоянию на 2017 год в России развернута самая крупная в мире сеть ЛККС-А-2000 производства НППФ Спектр (станций GBAS), которая осуществляет контроль и регистрацию параметров работы спутниковых группировок ГЛОНАСС и GPS на всей территории страны. Все аэропорты федерального значения обеспечивают точный заход GLS по I категории ИКАО.

### В мире
В США для обозначения GBAS ранее применялось сокращение LAAS (англ. Local-Area Augmentation System). В настоящее время Федеральным управлением гражданской авиации США осуществлен переход на стандартизованную ИКАО аббревиатуру, однако в некоторых старых документах осталась прежняя терминология.